# 78 Korpus Strzelecki (ZSRR)
78 Korpus Strzelecki (ros. 78-й стрелковый корпус) – wyższy związek taktyczny Armii Czerwonej z okresu II wojny światowej.
W 1945 roku razem z 48 Korpusem Strzeleckim i 73 Korpusem Strzeleckim wchodził w skład 52 Armii. Po dotarciu do rzeki San, 1 listopada 1944 roku sztab korpusu zakwaterował w miejscowości Pysznica a dywizje wchodzące w skład 78 Korpusu Strzeleckiego zajęły pozycje na zachód i północ od Pysznicy. Oddziały korpusu uczestniczyły m.in. w ofensywie Armii Czerwonej rozpoczętej 12 stycznia 1945 roku, biorąc udział w przełamaniu niemieckich fortyfikacji Stellung a2.

## Dowódcy korpusu
- gen. mjr Gieorgij Łatyszew (08.09.1943 - 21.01.1945)
- gen. por. Aleksandr Akimow[4] (22.01.1945 - 11.05.1945)

## Struktura organizacyjna
Skład w 1945 roku:
- 31 Dywizja Strzelecka
- 214 Dywizja Strzelecka
- 373 Dywizja Strzelecka